# Circondario di Pola
Il circondario di Pola era uno dei circondari in cui era suddivisa la provincia dell'Istria.

## Storia
Il circondario venne istituito nel 1923 in seguito alla riorganizzazione amministrativa dei territori annessi al Regno d'Italia dopo la prima guerra mondiale; si estendeva sul territorio degli ex distretti giudiziari di Pola, Dignano e Rovigno.
Il circondario di Pola venne soppresso nel 1927 come tutti i circondari italiani.

## Geografia antropica

### Suddivisioni amministrative
All'atto dell'istituzione il circondario era così composto:
- mandamento di Pola
  - comune di Pola
- mandamento di Dignano
  - comuni di Barbana d'Istria; Dignano d'Istria; Sanvincenti
- mandamento di Rovigno
  - comuni di Canfanaro; Rovigno; Valle d'Istria